# Dasybasis eidsvoldensis
Dasybasis eidsvoldensis är en tvåvingeart som först beskrevs av Taylor 1919.  Dasybasis eidsvoldensis ingår i släktet Dasybasis och familjen bromsar. Inga underarter finns listade i Catalogue of Life.